# San Salvador (Galápagos)

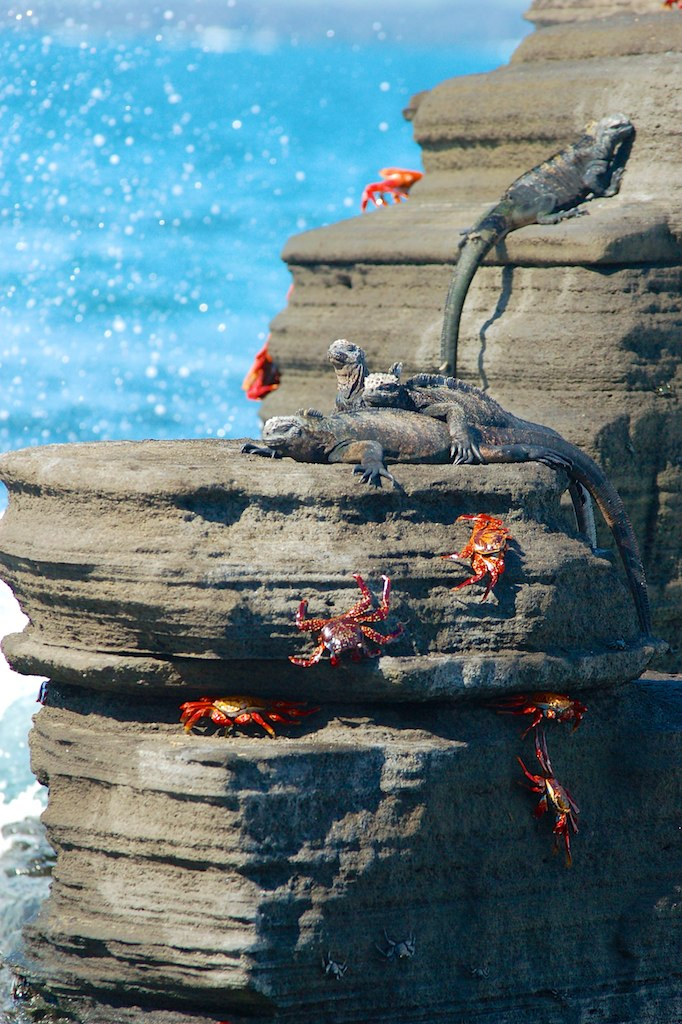
San Salvador

San Salvador (dt. Heiliger Erlöser) oder Santiago bzw. James Island (nach der spanischen bzw. englischen Bezeichnung für den Apostel Jakobus der Ältere) ist eine der Galapagosinseln. Sie ist 585 km² groß. Der höchste Punkt der Insel liegt 907 Meter über dem Meeresspiegel. Auf der und um die Insel herum leben Leguane, Seelöwen, Robben, Land- und Wasserschildkröten, Flamingos, Delphine und Haie. Von Menschen eingeführte Ziegen und Schafe fügten den heimischen Arten erheblichen Schaden zu. Darwinfinken und Galapagosbussarde können genauso gut beobachtet werden wie Seehund-Kolonien.